# 约翰·雅各布·巴霍芬
约翰·雅各布·巴霍芬（Johann Jakob Bachofen，1815年12月22日—1887年11月25日），瑞士法学家和人类学家。1841～1845年任巴塞尔大学罗马法史教授，1842～1866年任巴塞尔的刑庭法官。曾论证群婚制与母权制的存在，以及从群婚制到对偶婚的过渡形式。所著《母权论》（1861），被认为是现代社会人类学的奠基作品，巴霍芬第一个试图把家庭作为一种社会组织，科学地写出它的历史，并提出母权先于父权的看法。